# Gar Robinson
Pas d'image ? Cliquez ici
Gar Robinson, né le 1er janvier 1995 à Houston, est un pilote automobile américain. Il participe actuellement, au volant d'un sport-prototype à des championnats tels que le WeatherTech SportsCar Championship.
Il a gagné le championnat pilote WeatherTech SportsCar Championship 2021 dans la catégorie LMP3.

## Carrière
En 2019, Gar Robinson s'engage avec l'écurie texane Lone Star Racing afin de participer aux épreuves sprint du championnat  WeatherTech SportsCar Championship au volant d'une Mercedes-AMG GT3 dans la catégorie GTD. Gar Robinson est associé au pilote américain Lawson Aschenbach.
En 2020, toujours dans le championnat WeatherTech SportsCar Championship, Gar Robinson s'engage avec l'écurie Riley Motorsports afin de participer à l'intégralité du championnat  au volant d'une Mercedes-AMG GT3 Evo dans la catégorie GTD. Gar Robinson est associé, comme la saison précédente, au pilote américain Lawson Aschenbach.
En 2021, toujours dans le championnat WeatherTech SportsCar Championship et avec l'écurie Riley Motorsports, Gar Robinson s'engage afin de participer à l'intégralité du championnat au volant d'une Ligier JS P320 dans la catégorie LMP3. Gar Robinson est associé au pilote brésilien Felipe Fraga.
En 2022, toujours dans le championnat WeatherTech SportsCar Championship avec l'écurie Riley Motorsports et au volant d'une Ligier JS P320 dans la catégorie LMP3, Gar Robinson s'engage afin de participer à l'intégralité du championnat. Gar Robinson est associé, comme la saison précédente, au pilote brésilien Felipe Fraga.

## Palmarès

### Résultats aux24 Heures de Daytona
| Année | Écurie            | Copilotes                                         | Voiture           | Classe | Tours | Pos. | Class Pos. |
| ----- | ----------------- | ------------------------------------------------- | ----------------- | ------ | ----- | ---- | ---------- |
| 2016  | Riley Motorsports | Ben Keating Jeff Mosing Damien Faulkner Eric Foss | Dodge Viper GT3-R | GTD    | 703   | 16e  | 3e         |
| 2020  | Riley Motorsports | Lawson Aschenbach Ben Keating Felipe Fraga        | Mercedes-AMG GT3  | GTD    | 740   | 29e  | 11e        |
| 2021  | Riley Motorsports | Scott Andrews Oliver Askew Spencer Pigot          | Ligier JS P320    | LMP3   | 757   | 18e  | 1re        |

### Résultats enWeatherTech SportsCar Championship
| Année | Écurie            | Châssis              | Moteur                          | Classe | 1      | 2     | 3      | 4     | 5     | 6      | 7     | 8      | 9      | 10    | 11    | Position | Points |
| ----- | ----------------- | -------------------- | ------------------------------- | ------ | ------ | ----- | ------ | ----- | ----- | ------ | ----- | ------ | ------ | ----- | ----- | -------- | ------ |
| 2016  | Riley Motorsports | Dodge Viper GT3-R    | Viper 8,4 l V10 Atmo            | GTD    | DAY 3  | SEB   | LGA    | BEL   | WGL   | MOS    | LIM   | ELK    | VIR    | AUS   | ATL   | 43e      | 31     |
| 2019  | Lone Star Racing  | Mercedes-AMG GT3     | Mercedes-AMG M159 6,2 l V8 Atmo | GTD    | DAY    | SEB   | MOH 11 | BEL 7 | WGL   | MOS 11 | LIM   | ELK 11 | VIR 8  | LGA   | ATL   | 31e      | 83     |
| 2020  | Riley Motorsports | Mercedes-AMG GT3 Evo | Mercedes-AMG M159 6,2 l V8 Atmo | GTD    | DAY 11 | DAY 6 | SEB 4  | ELK 6 | VIR 3 | ATL 4  | MOH 2 | CLT 10 | ATL 12 | LGA 9 | SEB 8 | 8e       | 245    |
| 2021  | Riley Motorsports | Ligier JS P320       | Nissan VK56 5,6 l V8 Atmo       | LMP3   | DAY 1  | SEB 3 | MOH 1  | WGL 1 | WGL 1 | ELK 3  | ATL 1 |        |        |       |       | 1re      | 2176   |